# Henriette Feuerbach
Henriette Feuerbach (Ermetzhofen, 13 de agosto de 1812 — Freiburg, 5 de agosto de 1892) fio uma escritora e patrona das artes alemã. Era esposa de Joseph Anselm Feuerbach e madrasta do pintor Anselm Feuerbach.